# Quercus macrocarpa
Chêne à gros fruits
Espèce
Classification phylogénétique
Statut de conservation UICN

 LC  : Préoccupation mineure
Le Chêne à gros fruits (Quercus macrocarpa) est une espèce d'arbres d'Amérique du Nord présente aux États-Unis et au Canada. Il a été décrit pour la première fois par le botaniste André Michaux dans son Histoire des chênes de l'Amérique septentrionale (1801). Malgré son nom vernaculaire et son nom scientifique, ce n’est pas l’espèce qui produit les plus gros fruits dans le genre Quercus.

## Description

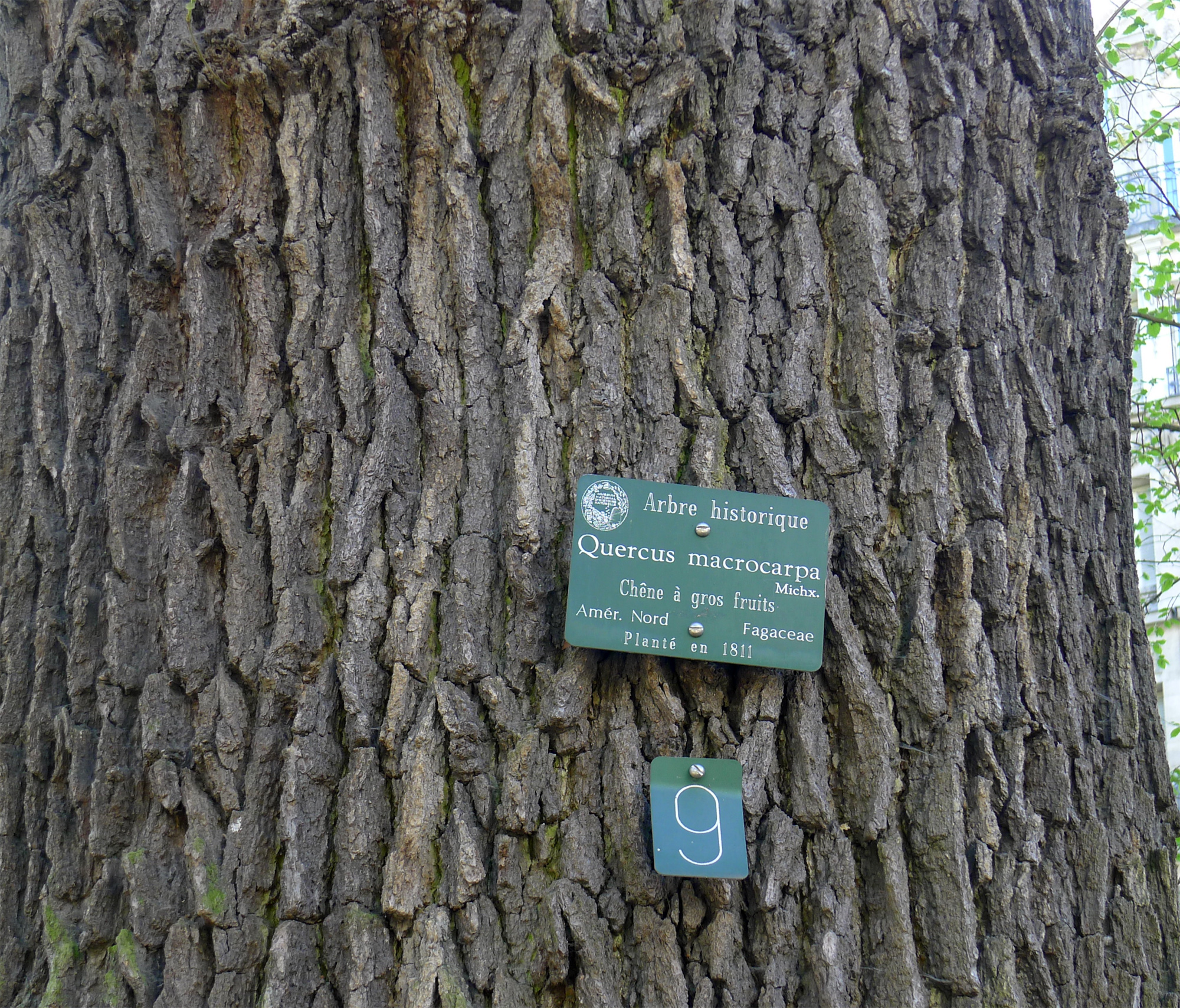
Quercus macrocarpa du jardin des Plantes de Paris

Les feuilles, caduques, ont généralement de 15 à 30 cm de long, sur 8 à 15 cm de large, et 5 à 9 lobes arrondis. Contrairement au Chêne blanc d'Amérique (Quercus alba), seuls les sinus du milieu atteignent presque le centre de la feuille. Le gland est gros, comme son nom l'indique[pas clair], largement ovoïde, entre 2 et 4 cm. Une cupule frangée recouvre la moitié inférieure du gland. Les rameaux ont souvent des renflements semblables à du liège. L'écorce est grise, avec des fissures peu profondes, formant des plaques écailleuse.
L'arbre peut atteindre 27 mètres de haut et un mètre de diamètre.
Donne un bois d'excellente qualité aux propriétés semblables au chêne blanc d'Amérique, et vendu comme tel.

## Répartition
Dans l'est du Canada et des États-Unis, on le rencontre le plus souvent dans les basses terres fertiles, au sol profond. Ce chêne, comme le chêne blanc d'Amérique, est devenu rare au Québec, à la suite de sa surexploitation dans le passé et de la disparition de la majorité des forêts où il poussait pour faire place à l'agriculture. Par contre, plusieurs petits peuplements subsistent encore de nos jours, et il est beaucoup plus présent en Ontario et aux États-Unis. Très présent dans les prairies, vue sa résistance au feu que lui confère son écorce épaisse, et sa résistance à la sécheresse grâce à ses racines profonde. Au Manitoba et dans le midwest américain, il y forme un écosystème particulier, régi par le feu, la Forêt-parc. Dans la Forêt-parc du Manitoba, le chêne à gros fruits y est le deuxième arbre le plus commun. On y trouve souvent cette essence rustique sur des sols bien drainés et sur des pentes orientées au sud. La Forêt-parc couvre la bordure Est des Grandes Plaines Nord-Américaines, du Manitoba au Texas. Elle est menacée du fait du contrôle des incendies, le feu empêchant l'invasion des essences d'ombre plus sensible au feu, qui elles nuisent à la régénération du chêne à gros fruit. Cette espèce s'hybride facilement avec les autres membres du groupe des chênes blancs nord-américains dont elle fait partie, ainsi qu'avec le chêne pédonculé (Quercus Robur).